# Codici aeroportuali IATA - K

## K
- KAA Aeroporto civile, Kasama, Zambia
- KAB Aeroporto civile, Kariba, Zimbabwe
- KAC Aeroporto Al Qamishli, Kameshli, Siria
- KAD Aeroporto New Kaduna, Kaduna, Nigeria
- KAE Aeroporto civile, Kake (Alaska), Stati Uniti d'America
- KAF Aeroporto civile, Karato, Papua Nuova Guinea
- KAG Aeroporto Kangnung Ab, Kangnung, Corea del Sud
- KAH Aeroporto civile, Melbourne, Australia
- KAI Aeroporto civile, Kaieteur, Guyana
- KAJ Aeroporto civile, Kajaani, Finlandia
- KAK Aeroporto civile, Kar, Papua Nuova Guinea
- KAL Aeroporto civile, Kaltag (Alaska), Stati Uniti d'America
- KAM Aeroporto civile, Kamaran, Yemen
- KAN Aeroporto Mallam Aminu International, Kano, Nigeria
- KAO Aeroporto civile, Kuusamo, Finlandia
- KAP Aeroporto civile, Kapanga, Repubblica Democratica del Congo
- KAQ Aeroporto civile, Kamulai, Papua Nuova Guinea
- KAR Aeroporto civile, Kamarang, Guyana
- KAS Aeroporto Kosi Bay, Karasburg, Namibia
- KAT Aeroporto civile, Kaitaia, Nuova Zelanda
- KAU Aeroporto civile, Kauhava, Finlandia
- KAV Aeroporto civile, Kavanayen, Venezuela
- KAW Aeroporto civile, Kawthaung, Birmania
- KAX Aeroporto civile, Kalbarri, Australia
- KAY Aeroporto civile, Wakaya Island, Figi
- KAZ Aeroporto civile, Kau, Indonesia
- KBA Aeroporto civile, Kabala, Sierra Leone
- KBB Aeroporto civile, Kirkimbie, Australia
- KBC Aeroporto civile, Birch Creek (Alaska), Stati Uniti d'America
- KBD Aeroporto civile, Kimberly Downs, Australia
- KBE Aeroporto civile, Bell Island, Stati Uniti d'America
- KBF Aeroporto civile, Karubaga, Indonesia
- KBG Aeroporto civile, Kabale, Uganda
- KBH Aeroporto civile, Kalat, Pakistan
- KBI Aeroporto civile, Kribi, Camerun
- KBJ Aeroporto civile, Kings Canyon (Northern Territory), Australia
- KBK Aeroporto civile, Klag Bay, Stati Uniti d'America
- KBL Aeroporto Internazionale di Kabul, Afghanistan (sito informativo)
- KBM Aeroporto civile, Kabwum, Papua Nuova Guinea
- KBN Aeroporto Tunta, Kabinda, Repubblica Democratica del Congo
- KBO Aeroporto civile, Kabalo, Repubblica Democratica del Congo
- KBP Aeroporto Internazionale di Boryspil', Kiev, Ucraina
- KBR Aeroporto Sultano Ismail Petra, Kota Bharu, Malaysia
- KBS Aeroporto civile, Bo, Sierra Leone
- KBT Aeroporto civile, Kaben, Stati Uniti d'America
- KBW Aeroporto civile, Chignik, Stati Uniti d'America
- KBX Aeroporto civile, Kambuaya, Indonesia
- KBY Aeroporto civile, Streaky Bay, Australia
- KCA Aeroporto civile, Kuqa, Cina
- KCC Aeroporto civile, Coffman Cove (Alaska), Stati Uniti d'America
- KCE Aeroporto civile, Collinsville, Australia
- KCG Aeroporto Fisheries, Chignik Fisheries (Alaska), Stati Uniti d'America
- KCH Aeroporto civile, Kuching, Malaysia
- KCK Aeroporto civile, Kansas City Fairfax, Stati Uniti d'America
- KCL Aeroporto Lagoon, Chignik Lagoon (Alaska), Stati Uniti d'America
- KCM Aeroporto civile, Kahramanmaraş, Turchia
- KCN Aeroporto civile, Chernofski, Stati Uniti d'America
- KCP Aeroporto civile, Kamenets-Podolskiy, Ucraina
- KCQ Aeroporto Lake, Chignik Lake (Alaska), Stati Uniti d'America
- KCS Aeroporto civile, Kings Creek Station, Australia
- KCU Aeroporto civile, Masindi, Uganda
- KCZ Aeroporto civile, Kōchi, Giappone
- KDA Aeroporto civile, Kolda, Senegal
- KDB Aeroporto civile, Kambalda, Australia
- KDC Aeroporto civile, Kandi, Benin
- KDD Aeroporto civile, Khuzdar, Pakistan
- KDE Aeroporto civile, Koroba, Papua Nuova Guinea
- KDG Aeroporto civile, Kardjali, Bulgaria
- KDH Aeroporto civile, Kandahar, Afghanistan (sito informativo)
- KDI Aeroporto Wolter Monginsidi, Kendari, Indonesia
- KDJ Aeroporto civile, N Djole, Gabon
- KDK Aeroporto civile, Kodiak (Alaska), Stati Uniti d'America
- KDL Aeroporto Ulenurme, Kärdla, Estonia
- KDM Aeroporto civile, Aeroporto di Kaadedhdhoo, Maldive
- KDN Aeroporto civile, N'dende, Gabon
- KDO Aeroporto civile, Kadhdhoo, Maldive
- KDP Aeroporto civile, Kandep, Papua Nuova Guinea
- KDQ Aeroporto civile, Kamberatoro, Papua Nuova Guinea
- KDR Aeroporto civile, Kandrian, Papua Nuova Guinea
- KDS Aeroporto civile, Kamaran Downs, Australia
- KDU Aeroporto civile, Skardu, Pakistan
- KDV Aeroporto civile, Kandavu, Figi
- KEA Aeroporto civile, Kerki, Turkmenistan
- KEB Aeroporto civile, English Bay, Stati Uniti d'America
- KEC Aeroporto civile, Kasenga, Repubblica Democratica del Congo
- KED Aeroporto civile, Kaédi, Mauritania
- KEE Aeroporto civile, Kelle, Congo
- KEF Aeroporto di Keflavík, Keflavík, Islanda
- KEG Aeroporto civile, Keglsugl, Papua Nuova Guinea
- KEH Aeroporto civile, Kenmore Air Harbor (Washington), Stati Uniti d'America
- KEI Aeroporto civile, Kepi, Indonesia
- KEJ Aeroporto Internazionale di Kemerovo, Kemerovo, Russia
- KEK Aeroporto civile, Ekwok (Alaska), Stati Uniti d'America
- KEL Aeroporto Holtenau, Kiel, Germania
- KEM Aeroporto Tornio, Kemi, Finlandia
- KEN Aeroporto di Kenema, Kenema, Sierra Leone
- KEO Aeroporto civile, Odienne, Costa d'Avorio
- KEP Aeroporto civile, Nepalganj, Nepal
- KEQ Aeroporto civile, Kebar, Indonesia
- KER Aeroporto civile, Kerman, Iran
- KES Aeroporto civile, Kelsey, Canada
- KET Aeroporto civile, Kengfung, Birmania
- KEV Aeroporto civile, Kuorevesi Halli, Finlandia
- KEX Aeroporto civile, Kanabea, Papua Nuova Guinea
- KEY Aeroporto civile, Kericho, Kenya
- KFA Aeroporto civile, Kiffa, Mauritania
- KFF Aeroporto civile, Farranfore Kerry, Eire
- KFG Aeroporto civile, Kalkgurung (Northern Territory), Australia
- KFP Aeroporto civile, False Pass (Alaska), Stati Uniti d'America
- KGA Aeroporto civile, Kananga, Repubblica Democratica del Congo
- KGB Aeroporto civile, Konge, Papua Nuova Guinea
- KGC Aeroporto civile, Kingscote (South Australia), Australia
- KGD Aeroporto Khrabrovo, Kaliningrad, Russia
- KGE Aeroporto civile, Kagau, Isole Salomone
- KGF Aeroporto civile, Karaganda, Kazakistan
- KGG Aeroporto civile, Kédougou, Senegal
- KGH Aeroporto civile, Yongai, Papua Nuova Guinea
- KGI Aeroporto Boulder, Kalgoorlie (Western Australia), Australia
- KGJ Aeroporto civile, Karonga, Malawi
- KGK Aeroporto civile, Koliganek (Alaska), Stati Uniti d'America
- KGL Aeroporto Kanombe Gregoire Kayibanda, Kigali, Ruanda
- KGN Aeroporto civile, Kasongo/lunda, Repubblica Democratica del Congo
- KGO Aeroporto civile, Kropyvnyc'kyj, Ucraina
- KGR Aeroporto civile, Kulgera, Australia
- KGS Aeroporto Internazionale di Kos, Grecia
- KGU Aeroporto civile, Keningau, Malaysia
- KGW Aeroporto civile, Kagi, Papua Nuova Guinea
- KGX Aeroporto civile, Grayfing (Alaska), Stati Uniti d'America
- KGY Aeroporto civile, Kingaroy, Australia
- KGZ Aeroporto civile, Glacier Creek, Stati Uniti d'America
- KHA Aeroporto civile, Khanek, Iran
- KHC Aeroporto civile, Kerč', Ucraina
- KHD Aeroporto di Khorramabad, Khorramabad, Iran
- KHE Aeroporto civile, Kherson, Ucraina
- KHG Aeroporto civile, Kashi, Cina
- KHH Aeroporto Kaohsiung International, Kaohsiung, Taiwan
- KHI Aeroporto Internazionale Jinnah, Karachi, Pakistan
- KHJ Aeroporto civile, Kauhajoki, Finlandia
- KHK Aeroporto civile, Khark, Iran
- KHL Aeroporto civile, Khulna, Bangladesh
- KHM Aeroporto civile, Khamti, Birmania
- KHN Aeroporto civile, Nanchang, Cina
- KHO Aeroporto civile, Khoka Moya, Sudafrica
- KHR Aeroporto civile, Kharkhorin, Mongolia
- KHS Aeroporto civile, Khasab, Oman
- KHT Aeroporto civile, Khost, Afghanistan
- KHU Aeroporto civile, Kremenchug, Ucraina
- KHV Aeroporto Novy, Chabarovsk, Russia
- KHW Aeroporto civile, Khwai River Lodge, Botswana
- KIA Aeroporto civile, Kaiapit, Papua Nuova Guinea
- KIB Aeroporto civile, Iganof Bay (Alaska), Stati Uniti d'America
- KIC Aeroporto civile, King City, California, Stati Uniti d'America
- KID Aeroporto Everod, Kristianstad, Svezia
- KIE Aeroporto civile, Kieta Aropa, Papua Nuova Guinea
- KIF Aeroporto civile, Kingfisher Lake (OT), Canada
- KIG Aeroporto civile, Koingnaas, Sudafrica
- KIH Aeroporto civile, Kish Island, Iran
- KIJ Aeroporto di Niigata, Niigata, Giappone
- KIK Aeroporto civile, Kirkuk, Iraq
- KIL Aeroporto civile, Kilwa, Repubblica Democratica del Congo
- KIM Aeroporto B. J. Vorster, Kimberley, Sudafrica
- KIN Aeroporto Norman Manley International, Kingston, Giamaica
- KIO Aeroporto civile, Kili Island, Stati Uniti d'America
- KIP Aeroporto civile, Wichita Falls Kickapoo, Stati Uniti d'America
- KIQ Aeroporto civile, Kira, Papua Nuova Guinea
- KIR Aeroporto di Kerry, Eire
- KIS Aeroporto Internazionale di Kisumu, Kisumu, Kenya
- KIT Aeroporto civile, Kithira, Grecia
- KIU Aeroporto civile, Kiunga, Kenya
- KIV Aeroporto Internazionale di Chișinău, Moldavia
- KIW Aeroporto civile, Kitwe Southdowns, Zambia
- KIX Aeroporto Internazionale del Kansai, Kansai, Giappone
- KIY Aeroporto civile, Kilwa Masoko, Tanzania
- KIZ Aeroporto civile, Kikinonda, Papua Nuova Guinea
- KJA Aeroporto Yemelyanovo, Krasnojarsk, Russia
- KJP Aeroporto civile, Kerama, Giappone
- KJU Aeroporto civile, Kamiraba, Papua Nuova Guinea
- KKA Aeroporto civile, Koyuk (Alaska), Stati Uniti d'America
- KKB Aeroporto civile, Kitoi Bay (Alaska), Stati Uniti d'America
- KKC Aeroporto civile, Khon Kaen, Thailandia
- KKD Aeroporto civile, Kokoda, Papua Nuova Guinea
- KKE Aeroporto di Bay of Islands, Kerikeri, Nuova Zelanda
- KKG Aeroporto civile, Konawaruk, Guyana
- KKH Aeroporto civile, Kongiganak (Alaska), Stati Uniti d'America
- KKI Aeroporto civile, Akjachak (Alaska), Stati Uniti d'America
- KKJ Aeroporto civile, Kita Kyushu, Giappone
- KKK Aeroporto civile, Kalakaket Creek, Stati Uniti d'America
- KKM Aeroporto civile, Lop Buri, Thailandia
- KKN Aeroporto Hoeyburtmoen, Kirkenes, Norvegia
- KKO Aeroporto civile, Kaikohe, Nuova Zelanda
- KKP Aeroporto civile, Koolburra, Australia
- KKR Aeroporto civile, Kaukura Atoll, Polinesia Francese
- KKT Aeroporto civile, Kentland, Stati Uniti d'America
- KKU Aeroporto civile, Ekuk (Alaska), Stati Uniti d'America
- KKW Aeroporto civile, Kikwit, Repubblica Democratica del Congo
- KKX Aeroporto civile, Kikaiga Shima, Giappone
- KKY Aeroporto civile, Kilkenny, Eire
- KKZ Aeroporto civile, Koh Kong (città), Cambogia
- KLB Aeroporto civile, Kalabo, Zambia
- KLC Aeroporto civile, Kaolack, Senegal
- KLE Aeroporto civile, Kaele, Camerun
- KLF Aeroporto civile, Kaluga, Russia
- KLG Aeroporto civile, Kalskag (Alaska), Stati Uniti d'America
- KLH Aeroporto civile, Kolhapur, India
- KLI Aeroporto civile, Kotakoli, Repubblica Democratica del Congo
- KLJ Aeroporto civile, Klaipėda, Lituania
- KLK Aeroporto Ferguson's Gulf, Kalokol, Kenya
- KLL Aeroporto civile, Levelock (Alaska), Stati Uniti d'America
- KLN Aeroporto civile, Larsen Bay (Alaska), Stati Uniti d'America
- KLO Aeroporto di Kalibo, Kalibo, Filippine
- KLP Aeroporto civile, Kelp Bay, Stati Uniti d'America
- KLQ Aeroporto civile, Keluang, Indonesia
- KLR Aeroporto civile, Kalmar, Svezia
- KLS Automatic Weather Observing/Reporting System, Kelso-Longveiw (Washington), Stati Uniti d'America
- KLU Aeroporto Wortersee, Klagenfurt, Austria
- KLV Aeroporto civile, Karlovy Vary, Repubblica Ceca
- KLW Aeroporto civile, Klawock (Alaska), Stati Uniti d'America
- KLX Aeroporto di Kalamata, Calamata, Grecia
- KLY Aeroporto Kamisuku, Kalima, Repubblica Democratica del Congo
- KLZ Aeroporto civile, Kleinzee, Sudafrica
- KMA Aeroporto civile, Kerema, Papua Nuova Guinea
- KMB Aeroporto civile, Koinambe, Papua Nuova Guinea
- KMC Aeroporto civile, Mc Cord, Stati Uniti d'America
- KMD Aeroporto civile, Mandji, Gabon
- KME Aeroporto civile, Kamembe, Ruanda
- KMF Aeroporto civile, Kamina, Papua Nuova Guinea
- KMG Aeroporto Wujlaba, Kunming, Cina
- KMH Aeroporto civile, Kuruman, Sudafrica
- KMI Aeroporto civile, Miyazaki, Giappone
- KMJ Aeroporto civile, Kumamoto, Giappone
- KMK Aeroporto civile, Makabana, Congo
- KML Aeroporto civile, Kamileroi/Kalimeroi, Australia
- KMM Aeroporto civile, Kimam, Indonesia
- KMN Aeroporto Kamina Air Base, Kamina, Repubblica Democratica del Congo
- KMO Aeroporto civile, Manokotak (Alaska), Stati Uniti d'America
- KMP Aeroporto civile, Keetmanshoop, Namibia
- KMP Aeroporto J.G.H. van der Wath, Keetmanshoop/Boschkop, Namibia
- KMQ Aeroporto AB, Komatsujima, Giappone
- KMQ Aeroporto Kanazawa, Komatsu, Giappone
- KMR Aeroporto civile, Karimui, Papua Nuova Guinea
- KMS Aeroporto civile, Kumasi, Ghana
- KMT Aeroporto civile, Kampot, Cambogia
- KMU Aeroporto civile, Kisimayu, Somalia
- KMV Aeroporto civile, Kalemyo, Birmania
- KMW Aeroporto civile, Kostroma, Russia
- KMX Aeroporto King Khalid Air Base, Khamis Mushayat, Arabia Saudita
- KMY Aeroporto civile, Moser Bay (Alaska), Stati Uniti d'America
- KMZ Aeroporto civile, Kaoma, Zambia
- KNB Aeroporto civile, Kanab, Stati Uniti d'America
- KND Aeroporto civile, Kindu, Repubblica Democratica del Congo
- KNE Aeroporto civile, Kanainj, Papua Nuova Guinea
- KNG Aeroporto Utarom, Kaimana, Indonesia
- KNH Aeroporto Shatou Air Force Base, Chinmem/Jinmen, Taiwan
- KNI Aeroporto civile, Katanning, Australia
- KNJ Aeroporto civile, Kindamba, Congo
- KNK Aeroporto civile, Kakhonak (Alaska), Stati Uniti d'America
- KNL Aeroporto civile, Kelanoa, Papua Nuova Guinea
- KNM Aeroporto civile, Kaniama, Repubblica Democratica del Congo
- KNN Aeroporto civile, Kankan, Guinea
- KNO Aeroporto civile, Knokke/het Zoute, Belgio
- KNP Aeroporto civile, Capanda, Angola
- KNQ Aeroporto civile, Koné, Nuova Caledonia
- KNR Aeroporto civile, Kangan Jam, Iran
- KNS Aeroporto civile, King Island (Tasmania), Australia
- KNT Aeroporto civile, Kennett, Stati Uniti d'America
- KNU Aeroporto Chakeri, Kanpur, India
- KNW Aeroporto civile, New Stuyahok (Alaska), Stati Uniti d'America
- KNX Aeroporto civile, Kununurra (Western Australia), Australia
- KNZ Aeroporto civile, Kéniéba, Mali
- KOA Aeroporto Keahole, Kona (Hawaii), Stati Uniti d'America
- KOB Aeroporto civile, Koutaba, Camerun
- KOC Aeroporto civile, Koumac, Nuova Caledonia
- KOD Aeroporto civile, Kotabangun, Indonesia
- KOE Aeroporto Eltari, Kupang, Indonesia
- KOF Aeroporto civile, Komatipoort, Sudafrica
- KOG Aeroporto civile, Khong Khong Is., Laos
- KOH Aeroporto civile, Koolatah, Australia
- KOI Aeroporto civile, Orkney Island/Kirkwall, Regno Unito
- KOJ Aeroporto civile, Kagoshima, Giappone
- KOK Aeroporto Kruunupyy, Kokkola, Finlandia
- KOL Aeroporto civile, Koumala, Repubblica Centrafricana
- KOM Aeroporto civile, Komo-Manda, Papua Nuova Guinea
- KON Aeroporto civile, Kontum, Vietnam
- KOO Aeroporto civile, Kongolo, Repubblica Democratica del Congo
- KOP Aeroporto civile, Nakhon Phanom, Thailandia
- KOR Aeroporto civile, Kokoro, Papua Nuova Guinea
- KOS Aeroporto civile, Sihanoukville, Cambogia
- KOT Aeroporto civile, Kotik (Alaska), Stati Uniti d'America
- KOU Aeroporto civile, Koulamoutou, Gabon
- KOV Aeroporto civile, Kokshetau, Kazakistan
- KOW Aeroporto civile, Ganzhou, Cina
- KOX Aeroporto Timuka, Kokonao, Indonesia
- KOY Aeroporto civile, Olga Bay (Alaska), Stati Uniti d'America
- KOZ Aeroporto civile, Ouzinkie (Alaska), Stati Uniti d'America
- KPA Aeroporto civile, Kopiago, Papua Nuova Guinea
- KPB Aeroporto civile, Point Baker (Alaska), Stati Uniti d'America
- KPC Aeroporto civile, Port Clarence (Alaska), Stati Uniti d'America
- KPD Aeroporto civile, King Of Prussia, Stati Uniti d'America
- KPE Aeroporto civile, Yapsiei, Papua Nuova Guinea
- KPG Aeroporto civile, Kurupung, Guyana
- KPH Aeroporto civile, Pauloff Harbor, Stati Uniti d'America
- KPI Aeroporto civile, Kapit, Malaysia
- KPK Aeroporto civile, Parks, Stati Uniti d'America
- KPM Aeroporto civile, Kompiam, Papua Nuova Guinea
- KPN Aeroporto civile, Kipnuk (Alaska), Stati Uniti d'America
- KPO Aeroporto civile, Pohang, Corea del Sud
- KPP Aeroporto civile, Kalpowar, Australia
- KPR Aeroporto civile, Port Williams (Alaska), Stati Uniti d'America
- KPS Aeroporto civile, Kempsey (Nuovo Galles del Sud), Australia
- KPT Aeroporto civile, Jackpot, Nevada, Stati Uniti d'America
- KPV Aeroporto civile, Perryville (Alaska), Stati Uniti d'America
- KPY Aeroporto civile, Port Bailey (Alaska), Stati Uniti d'America
- KQA Aeroporto civile, Akutan (Alaska), Stati Uniti d'America
- KQL Aeroporto civile, Kol, Papua Nuova Guinea
- KRA Aeroporto civile, Kerang, Australia
- KRB Aeroporto civile, Karumba (Queensland), Australia
- KRC Aeroporto Depati Parbo, Kerinci, Indonesia
- KRD Aeroporto civile, Kurundi, Australia
- KRE Aeroporto civile, Kirundo, Burundi
- KRE Aeroporto civile, Kirundu, Burkina Faso
- KRF Aeroporto Kramfors Flygplats, Kramfors, Svezia
- KRG Aeroporto civile, Karasabai, Guyana
- KRI Aeroporto civile, Kikori, Papua Nuova Guinea
- KRJ Aeroporto civile, Karawari, Papua Nuova Guinea
- KRK Aeroporto Internazionale Giovanni Paolo II (ex Balice), Cracovia, Polonia
- KRL Aeroporto civile, Korla, Cina
- KRM Aeroporto civile, Karanambo, Guyana
- KRN Aeroporto civile, Kiruna, Svezia
- KRO Aeroporto civile, Kurgan, Russia
- KRP Aeroporto MIL, Karup, Danimarca
- KRQ Aeroporto civile, Kramatorsk, Ucraina
- KRR Aeroporto Pashkovsky, Krasnodar, Russia
- KRS Aeroporto Kjevik, Kristiansand, Norvegia
- KRT Aeroporto Internazionale di Khartoum, Khartoum, Sudan
- KRU Aeroporto civile, Kerau, Papua Nuova Guinea
- KRV Aeroporto civile, Kerio Valley, Kenya
- KRW Aeroporto civile, Krasnovodsk, Turkmenistan
- KRX Aeroporto civile, Kai Kar, Papua Nuova Guinea
- KRY Aeroporto civile, Karamay, Cina
- KRZ Aeroporto civile, Kiri Basango Mbol, Repubblica Democratica del Congo
- KSA Aeroporto Internazionale di Kosrae, Micronesia
- KSB Aeroporto civile, Kasanombe, Papua Nuova Guinea
- KSC Aeroporto Barca, Košice, Slovacchia
- KSC Aeroporto civile, Kosice-Barca, Slovacchia
- KSD Aeroporto civile, Karlstad, Svezia
- KSE Aeroporto civile, Kasese, Uganda
- KSF Aeroporto Kalden, Kassel, Germania
- KSG Aeroporto civile, Kisengan, Papua Nuova Guinea
- KSH Aeroporto Bakhtaran Iran, Kermanshah, Iran
- KSI Aeroporto civile, Kissidougou, Guinea
- KSJ Aeroporto civile, Kasos Island, Grecia
- KSK Aeroporto civile, Karlskoga, Svezia
- KSL Aeroporto civile, Kassala, Sudan
- KSM Aeroporto civile, Saint Marys (Alaska), Stati Uniti d'America
- KSN Aeroporto civile, Qostanay, Kazakistan
- KSO Aeroporto civile, Kastoria, Grecia
- KSP Aeroporto civile, Kosipe, Papua Nuova Guinea
- KSQ Aeroporto civile, Karshi, Uzbekistan
- KSS Aeroporto civile, Sikasso, Mali
- KST Aeroporto Rabak, Kosti, Sudan
- KSU Aeroporto Kvernberget, Kristiansund, Norvegia
- KSV Aeroporto civile, Springvale Kvernbergt, Australia
- KSW Aeroporto civile, Kiryat Shimona, Israele
- KSX Aeroporto civile, Yasuru, Papua Nuova Guinea
- KSY Aeroporto civile, Kars, Turchia
- KSZ Aeroporto Kotlas, Kotlas, Russia
- KTA Aeroporto civile, Dampier-karratha (Western Australia), Australia
- KTB Aeroporto civile, Thorne Bay (Alaska), Stati Uniti d'America
- KTC Aeroporto civile, Katiola, Costa d'Avorio
- KTD Aeroporto Daito, Kita Daito, Giappone
- KTE Aeroporto civile, Kerteh, Malaysia
- KTF Aeroporto civile, Takamatsu, Nuova Zelanda
- KTG Aeroporto civile, Ketapang, Indonesia
- KTH Aeroporto civile, Tikchik Spb, Stati Uniti d'America
- KTI Aeroporto civile, Kratie, Cambogia
- KTK Aeroporto civile, Kanua, Papua Nuova Guinea
- KTL Aeroporto civile, Kitale, Kenya
- KTM Aeroporto Internazionale Tribhuvan, Katmandu, Nepal
- KTN Aeroporto Internazionale di Ketchikan, Ketchikan, Stati Uniti d'America
- KTO Aeroporto civile, Kato, Guyana
- KTP Aeroporto Tinson Pen, Kingston, Giamaica
- KTQ Aeroporto civile, Kitee, Finlandia
- KTR Aeroporto Tindal, Katherine (Northern Territory), Australia
- KTS Aeroporto civile, Teller Mission (Alaska), Stati Uniti d'America
- KTT Aeroporto civile, Kittilä, Finlandia
- KTU Aeroporto civile, Kota (Rajasthan), India
- KTV Aeroporto civile, Kamarata/Kammarata, Venezuela
- KTW Aeroporto Pyrzowice, Katowice, Polonia
- KTX Aeroporto civile, Koutiala, Mali
- KTY Aeroporto civile, Terror Bay, Stati Uniti d'America
- KUA Aeroporto Padang Geroda, Kuantan, Malaysia
- KUB Aeroporto civile, Kuala Belait, Brunei
- KUC Aeroporto civile, Kuria, Kiribati
- KUD Aeroporto civile, Kudat, Malaysia
- KUE Aeroporto civile, Kukundu, Isole Salomone
- KUF Aeroporto di Samara-Kurumoč, Samara, Russia
- KUG Aeroporto civile, Kubin Island, Australia
- KUH Aeroporto Kenebetsu, Kushiro, Giappone
- KUI Aeroporto civile, Kawau Island, Nuova Zelanda
- KUJ Aeroporto civile, Kushimoto-katsuura, Giappone
- KUK Aeroporto civile, Kasigluk (Alaska), Stati Uniti d'America
- KUL Aeroporto Internazionale di Kuala Lumpur, Malaysia
- KUM Aeroporto civile, Yakushima, Giappone
- KUN Aeroporto civile, Kaunas, Lituania
- KUO Aeroporto di Kuopio, Siilinjärvi, Kuopio, Finlandia
- KUP Aeroporto civile, Kupiano, Papua Nuova Guinea
- KUQ Aeroporto civile, Kurī, Papua Nuova Guinea
- KUR Aeroporto civile, Kuran O Munjan, Afghanistan
- KUS Aeroporto Metropolitan Area, Kulusuk Island, Groenlandia
- KUT Aeroporto civile, Kutaisi, Georgia
- KUU Aeroporto civile, Kulu, India
- KUV Aeroporto Kunsan Ab, Kunsan, Corea del Sud
- KUW Aeroporto civile, Kamusi, Papua Nuova Guinea
- KUY Aeroporto civile, Uyak, Stati Uniti d'America
- KVA Aeroporto Kavala Amigdhaleon Air Base, Kavala, Grecia
- KVA Aeroporto Chrisoupolis, Kavala Megas Alexandros, Grecia
- KVB Aeroporto civile, SkÖvde, Svezia
- KVC Aeroporto civile, King Cove (Alaska), Stati Uniti d'America
- KVD Aeroporto civile, Gyandzha, Azerbajdzan (sito informativo)
- KVE Aeroporto civile, Kitava, Papua Nuova Guinea
- KVG Aeroporto civile, Kavieng, Papua Nuova Guinea
- KVK Aeroporto di Kirovsk-Apatity, Kirovsk, Russia
- KVL Aeroporto civile, Kivalina (Alaska), Stati Uniti d'America
- KVU Aeroporto civile, Korolevu, Figi
- KVX Aeroporto Lyangasodv, Kirov, Russia
- KWA Aeroporto Bucholz Army Air Field/Kwajalein KMR, Kwajalein, Stati Uniti d'America
- KWE Aeroporto civile, Guiyang, Cina
- KWF Aeroporto civile, Waterfall (Alaska), Stati Uniti d'America
- KWG Aeroporto civile, Krivoy Rog, Ucraina
- KWH Aeroporto civile, Khwahan, Afghanistan
- KWH Aeroporto civile, Kiapupe, Repubblica Democratica del Congo
- KWI Aeroporto Internazionale del Kuwait, Al Kuwait, Kuwait
- KWJ Aeroporto Kwangju Air Base, Kwangju, Corea del Sud
- KWK Aeroporto civile, Kwigillingok (Alaska), Stati Uniti d'America
- KWL Aeroporto internazionale di Guilin Liangjiang, Guilin, Cina
- KWM Aeroporto civile, Kowanyama (Queensland), Australia
- KWN Aeroporto civile, Quinhagak (Alaska), Stati Uniti d'America
- KWO Aeroporto civile, Kawito, Papua Nuova Guinea
- KWP Aeroporto civile, West Point (Alaska), Stati Uniti d'America
- KWR Aeroporto civile, Kwai Harbour, Isole Salomone
- KWS Aeroporto civile, Kwailabesi, Isole Salomone
- KWT Aeroporto civile, Kwethluk (Alaska), Stati Uniti d'America
- KWV Aeroporto civile, Kurwina, Papua Nuova Guinea
- KWX Aeroporto civile, Kiwai Island, Papua Nuova Guinea
- KWY Aeroporto civile, Kiwayu, Kenya
- KWZ Aeroporto civile, Kolwezi, Repubblica Democratica del Congo
- KXA Aeroporto civile, Kasaan (Alaska), Stati Uniti d'America
- KXE Aeroporto civile, Klerksdorp, Sudafrica
- KXF Aeroporto civile, Koro Island, Figi
- KXK Aeroporto civile, Komsomolsk Na Amure, Russia
- KXR Aeroporto civile, Karoola, Papua Nuova Guinea
- KYA Aeroporto civile, Konya, Turchia
- KYD Aeroporto Lanyu, Orchid Island, Taiwan
- KYE Aeroporto civile, Tripoli Libano, Libano
- KYF Aeroporto civile, Yeelirrie, Australia
- KYI Aeroporto civile, Yalata Mission, Australia
- KYK Aeroporto civile, Karluk (Alaska), Stati Uniti d'America
- KYL Aeroporto civile, Key Largo Port Largo, Stati Uniti d'America
- KYO Aeroporto civile, Tampa Topp Of Tampa, Stati Uniti d'America
- KYP Aeroporto civile, Kyaukpyu, Birmania
- KYS Aeroporto civile, Kayes, Mali
- KYT Aeroporto civile, Kyauktaw, Birmania
- KYU Aeroporto civile, Koyukuk (Alaska), Stati Uniti d'America
- KYX Aeroporto civile, Yalumet, Papua Nuova Guinea
- KYZ Aeroporto civile, Kyzyl, Russia
- KZB Aeroporto civile, Zachar Bay (Alaska), Stati Uniti d'America
- KZC Aeroporto civile, Kompong-Chhnang, Cambogia
- KZD Aeroporto civile, Krakor, Cambogia
- KZF Aeroporto civile, Kaintiba, Papua Nuova Guinea
- KZH Aeroporto civile, Kizhuyak, Stati Uniti d'America
- KZI Aeroporto civile, Kozani, Grecia
- KZK Aeroporto civile, Kompong Thom, Cambogia
- KZN Aeroporto civile, Kazan', Russia
- KZO Aeroporto civile, Kzyl Orda, Kazakistan
- KZS Aeroporto civile, Kastelorizo, Grecia